# Gilberto Agustoni

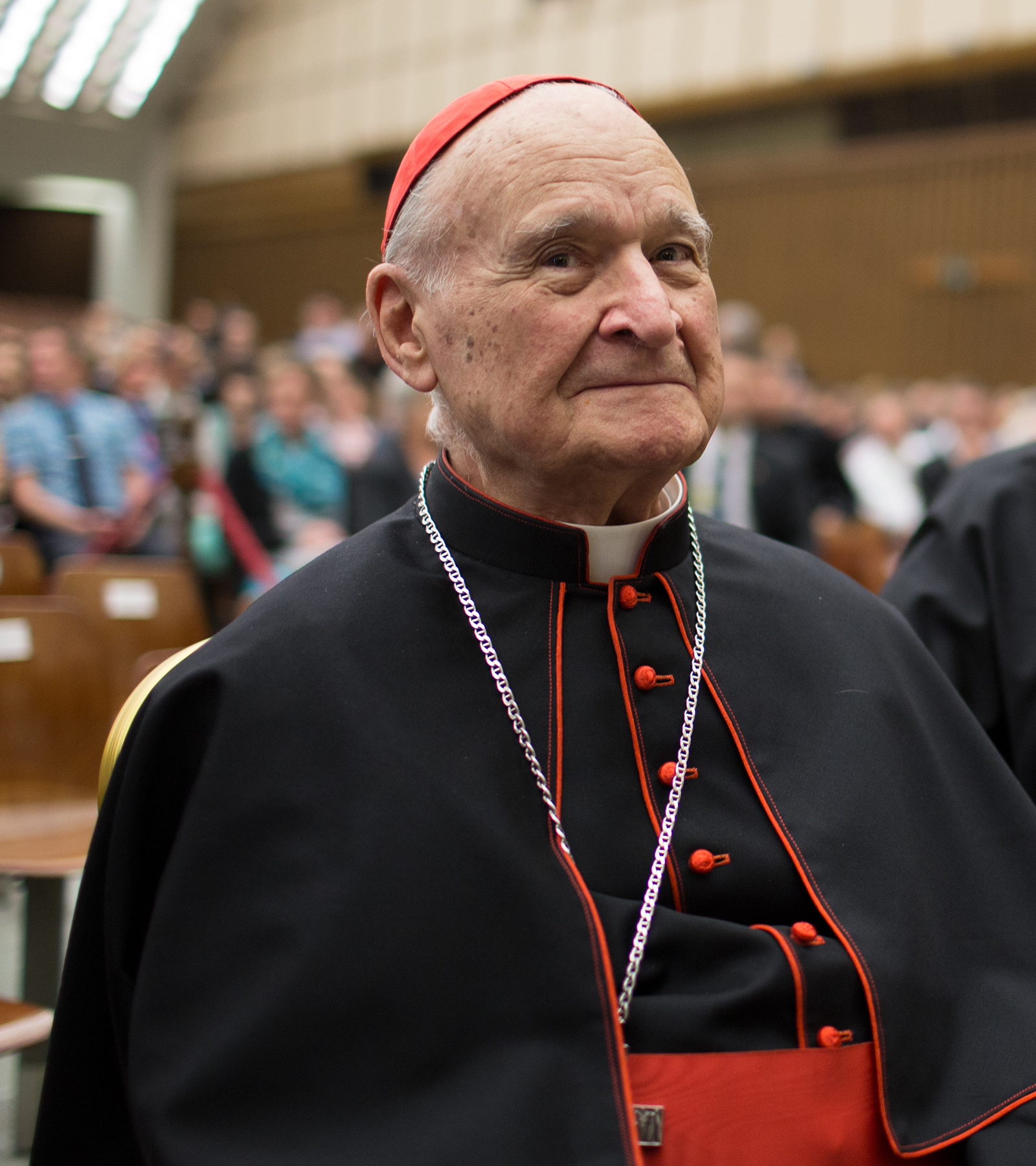
Gilberto Kardinal Agustoni (2013)

Kardinalswappen

Gilberto Kardinal Agustoni (* 26. Juli 1922 in Schaffhausen, Schweiz; † 13. Januar 2017 in Rom, Italien) war ein Kurienkardinal der römisch-katholischen Kirche.

## Leben
Gilberto Agustoni entstammte einer tief im katholischen Glauben verwurzelten Familie aus Balerna, von deren fünf Söhnen drei das Sakrament der Priesterweihe empfingen. Einer seiner Brüder war der Kirchenmusiker Luigi Agustoni. Nach seiner Schulzeit in Schaffhausen und Lugano studierte er zunächst in Rom, dann wegen des Zweiten Weltkriegs in Freiburg im Üechtland Philosophie und Theologie. Er schloss sein Studium mit der Promotion im Fachbereich Theologie ab und wurde im Jahre 1946 durch Bischof Angelo Jelmini zum Priester geweiht.
Anschliessend wurde er Hilfsvikar bei der Katholischen Aktion des Bistums Lugano. 1950 trat Agustoni auf persönliche Empfehlung von Alfredo Ottaviani in die Dienste des Vatikans, studierte neben seinen Pflichten in der Verwaltung Rechtswissenschaften an der Lateranuniversität und legte die Lizentiatsprüfung ab. In den Jahren während und nach dem Zweiten Vatikanischen Konzil oblag ihm eine wesentliche Mitverantwortung für die sinnvolle Umsetzung der Liturgiereformen, wobei ihm vor allem die Koordination zwischen der Abteilung der Sakramentenlehre einerseits und der Liturgik andererseits zukam. Papst Paul VI. ernannte ihn zum Berater der Kongregation für den Gottesdienst und 1970 zum Auditor der Römischen Rota.
Am 18. Dezember 1986 berief ihn Papst Johannes Paul II. zum Sekretär der Kongregation für den Klerus und spendete ihm am 6. Januar des folgenden Jahres die Bischofsweihe; Mitkonsekratoren waren Eduardo Martínez Somalo, Substitut des Kardinalstaatssekretärs, und Josè Tomás Sánchez, emeritierter Erzbischof von Nueva Segovia. Als Titularbistum erhielt er Caprulae in der italienischen Region Veneto. Agustoni arbeitete an der Erstellung des neuen Römischen Katechismus und zahlreicher anderer vatikanischer Verlautbarungen mit. 1991 wurde er Mitglied des Obersten Gerichtshofs der katholischen Kirche, der Apostolischen Signatur, die er dann von 1992 bis 1998 als Präfekt leitete. Ausserdem übertrug man ihm die Leitung des Obersten Berufungsgerichts des Vatikans, dem Kassationshof der Vatikanstadt.
1994 nahm ihn Johannes Paul II. als Kardinaldiakon mit der Titeldiakonie Santi Urbano e Lorenzo a Prima Porta in das Kardinalskollegium auf. Am 24. Februar 2005 wurde er unter Beibehaltung seiner Titeldiakonie (pro hac vice) zum Kardinalpriester erhoben. Kardinal Agustoni starb am 13. Januar 2017 in Rom.
Bistum Ugento-Santa Maria di Leuca: die Untersuchung zur Selig- und Heiligsprechung von Kardinal Gilberto Agustoni ist im Lauf (17. November 2022).